# Beria de Jos
Beria de Jos – wieś w Rumunii, w okręgu Aluta, w gminie Oporelu. W 2011 roku liczyła 280 mieszkańców.